# Red vial de Paraguay

Carreteras duplas (doble calzada) de Paraguay, 2025, en rojo.

La red vial del Paraguay, llamadas también Rutas o Carreteras del Paraguay, está compuesta por las rutas nacionales (PY), rutas departamentales (D), caminos vecinales y vías municipales. 
Según datos oficiales del M.O.P.C (Ministerio de Obras Públicas y Comunicaciones), para el año 2019, en el país existían 78 850 kilómetros de caminos y rutas nacionales, departamentales y vecinales en total, tanto en la Región Oriental como Occidental. De este total, 10 372 kilómetros están pavimentados, de los cuales 7 932,36 km corresponden a pavimentos (del tipo concreto asfáltico, hormigón y tratamiento superficial),  40 kilómetros son adoquinados, 1 292,38 kilómetros están empedrados, 1 093,07 kilómetros son enripiados y 68 477,21 kilómetros son caminos de tierra.

## Clasificación

Plano de las nuevas rutas paraguayas desde 2019.

Las redes viales son los conjuntos sistemáticos de Rutas Nacionales, Rutas Departamentales, Caminos Vecinales y Vías Municipales situadas en el territorio nacional.

### 1. Rutas Nacionales (red primaria)
- Las que partiendo de la capital de la República se internan o cruzan una gran extensión del interior del país.
- Las que atravesando dos o más Departamentos conducen a Capitales    Departamentales o Municipios de Primera Categoría.
- Las que por razones geopolíticas y/o socioeconómicas están destinadas a convertirse en corredores viales de integración regional del Mercado Común del Sur (MERCOSUR).
- Las que llegan a los puertos nacionales administrados por el Estado.

### 2. Rutas Departamentales (red secundaria)
- Las que recorren todo un Departamento o la mayor parte de él.
- Las que unen a no más de dos Capitales de los Departamentos.
- Las que unen una Capital Departamental con una Ruta Nacional.
- Las que unen dos o más Rutas Nacionales.
- Las que unen una Capital Departamental con un punto de frontera nacional.

### 3. Caminos Vecinales (red terciaria)
Los que dentro de un distrito, ligan el centro de la ciudad con sus compañías, barrios o parajes; y los que enlazan dos caminos departamentales.

### 4. Vías Municipales (red municipal)
Las que se encuentran comprendidas dentro del ejido urbano, salvo las fracciones de Rutas Nacionales y Rutas Departamentales que atraviesan dicho ejido, que serán  jurisdicción del Ministerio de Obras Públicas y Comunicaciones (MOPC). Es la única red (de las cuatro) en que cada municipio tiene competencia. En el resto de las redes (primaria, secundaria y terciaria) la competencia es del MOPC.

## Historia
Luego de 57 años, en el marco de la Resolución N° 1090/19, y en cumplimiento a la Ley N° 5552/2016, el Ministerio de Obras Públicas y Comunicaciones presenta la clasificación y recategorización de las rutas nacionales de toda la red vial del Paraguay, ampliando de 12 a 22 rutas nacionales, las cuales recibirían su denominación con las letras PY con su numeración correspondiente. Se espera que esta recategorización se lleve a cabo de forma gradual. Desde el año 1962, la extensión de las rutas nacionales alcanzaban una extensión de 3.568 km., y en tanto a partir de este nuevo decreto la extensión de las rutas nacionales alcanzarían los 8.767 km., tanto en rutas asfaltadas, enripiadas, empedradas y en algunos casos todavía con caminos de tierra. 
Entre ellas se encuentra la recientemente iniciada "Ruta Bioceánica"  (futura PY-15), que unirá el estado brasilero de Matto Grosso do Sul con Chile atravesando el Chaco Paraguayo. El corredor bioceánico representará un ahorro de unos 8.000 km de navegación, desde el Matto Grosso hasta los puertos de Antofagasta e Iquique, por lo tanto permitirá la unión del los océanos Atlántico y Pacífico por tierra. Otra de las vías de integración regional sería la Ruta Nacional N.º 5, que unirá la fronteriza ciudad de Pedro Juan Caballero hasta Pozo Colorado, y luego por la actual Ruta Gral. Irrazábal (Pozo Colorado-Gral. Díaz) hasta Fortín Pilcomayo.
Según esta nueva disposición la Ruta Nacional N.º 9, conocida habitualmente como "Ruta Transchaco", iniciaría en Puerto Falcón, frontera con Argentina, la cual actualmente está en construcción la duplicación de esta ruta. Las rutas Nacionales N.º 2 y 7, que unen Asunción con Ciudad del Este pasaría a ser llamada únicamente Ruta Nacional N.º 2, y el N.º 7 ha sido destinado a otro tramo muy importante de la región oriental.
Todas estas rutas van a estar bajo la exclusiva jurisdicción del Ministerio de Obras Públicas y Comunicaciones (MOPC) y la Patrulla Caminera. La presentación fue dada por el propio ministro de Obras Públicas el 11 de julio de 2019.

## Red vial actual del Paraguay (2019-presente)

### Rutas Nacionales (2019-presente)
La nueva disposición se distribuye de la siguiente forma. Abarcan desde PY01 al PY22:
| Ruta | Inicio                                       | Final                                                   | Departamentos que atraviesa                                        | Tramo existente                                                               | Tramo a construir                                    | Longitud (km) | Peajes                                          | Mapa |
| ---- | -------------------------------------------- | ------------------------------------------------------- | ------------------------------------------------------------------ | ----------------------------------------------------------------------------- | ---------------------------------------------------- | ------------- | ----------------------------------------------- | ---- |
| PY01 | Asunción                                     | Encarnación                                             | Central, Paraguarí, Misiones, Itapúa.                              | Completo.                                                                     | Ninguno.                                             | 382           | Itá Caapucú Cnel. Bogado                        |      |
| PY02 | Asunción                                     | Ciudad del Este                                         | Central, Cordillera, Caaguazú, Alto Paraná.                        | Completo.                                                                     | Ninguno.                                             | 343           | Ypacaraí Nueva Londres J. M. Frutos Minga Guazú |      |
| PY03 | Asunción                                     | Salto del Guairá                                        | Central, Cordillera, San Pedro, Canindeyú.                         | Completo.                                                                     | Ninguno.                                             | 413           | Emboscada 25 de diciembre Guayaibí              |      |
| PY04 | San Ignacio                                  | Fuerte Itapirú                                          | Misiones, Ñeembucú.                                                | Desde San Ignacio hasta Pilar.                                                | Desde Pilar hasta Fuerte Itapirú.                    | 193           |                                                 |      |
| PY05 | Pedro Juan Caballero                         | Fortín Pilcomayo (Frontera c/ Argentina)                | Amambay, Concepción, Presidente Hayes.                             | Desde P. J. Caballero hasta Pozo Colorado.                                    | Desde Pozo Colorado hasta Fortín Pilcomayo (ARG).    | 577           | Horqueta                                        |      |
| PY06 | Encarnación                                  | Minga Guazú (Intersección PY02)                         | Itapúa, Alto Paraná.                                               | Completo.                                                                     | Ninguno.                                             | 248           | Trinidad Iruñá                                  |      |
| PY07 | Cruce Cap. Meza (Intersección PY06)          | Pindoty Porá (Frontera c/ Brasil)                       | Itapúa, Alto Paraná, Canindeyú.                                    | Desde Ñacunday hasta Pindoty Porá.                                            | Desde Capitán Meza hasta Ñacunday.                   | 417           | Mayor Otaño                                     |      |
| PY08 | Coronel Bogado (Intersección PY01)           | Bella Vista Norte                                       | Itapúa, Caazapá, Guairá, Caaguazú, San Pedro, Concepción, Amambay. | Completo.                                                                     | Ninguno.                                             | 588           | Tacuara Río Verde                               |      |
| PY09 | Puerto Falcón                                | Fortín Sgto. Rodríguez - Hito III (Frontera c/ Bolivia) | Presidente Hayes, Boquerón.                                        | Completo.                                                                     | Ninguno.                                             | 780           | Pozo Colorado Cruce Toledo                      |      |
| PY10 | Naranjal                                     | Paraguarí                                               | Alto Paraná, Guairá, Paraguarí.                                    | Completo.                                                                     | Ninguno.                                             | 242           |                                                 |      |
| PY11 | Capitán Bado                                 | Antequera                                               | Amambay, San Pedro.                                                | Completo.                                                                     | Ninguno                                              | 227           |                                                 |      |
| PY12 | Nueva Asunción                               | Pozo Hondo                                              | Presidente Hayes, Boqueron (departamento)                          | Hasta el parque nacional Tinfunque.                                           | Desde el parque nacional Tinfunque hasta Pozo Hondo. | 744           |                                                 |      |
| PY13 | Paso Yobái                                   | Ypejhú Intersección PY17 (Frontera c/ Brasil)           | Guairá, Caaguazú, Canindeyú.                                       | Completo.                                                                     | Ninguno.                                             | 246           |                                                 |      |
| PY14 | Bahía Negra                                  | Fortín Gabino Mendoza                                   | Alto Paraguay.                                                     | Ninguno.                                                                      | Completo.                                            | 425           |                                                 |      |
| PY15 | Carmelo Peralta                              | Pozo Hondo                                              | Alto Paraguay, Boquerón.                                           | Construcción en desarrollo hasta Loma Plata.                                  | Desde Loma Plata hasta Pozo Hondo.                   | 531           |                                                 |      |
| PY16 | Fortín Mayor Ávalos                          | Hito VII (Frontera c/ Bolivia)                          | Presidente Hayes, Boquerón, Alto Paraguay.                         | Completo.                                                                     | Algunos tramos.                                      | 497           | Teniente Montanía                               |      |
| PY17 | Salto del Guairá                             | Pedro Juan Caballero                                    | Canindeyú, Amambay.                                                | Desde Capitán Bado hasta P. J. Caballero.                                     | Desde Salto del Guairá hasta Cap. Bado.              | 380           |                                                 |      |
| PY18 | Puerto Mayor Otaño                           | Villeta                                                 | Itapúa, Caazapá, Guairá, Paraguarí,Central.                        | Desde Villeta hasta Villarrica.                                               | Desde Villarrica hasta Mayor Otaño.                  | 358           |                                                 |      |
| PY19 | Pilar                                        | Villeta                                                 | Ñeembucú, Central.                                                 | Completo.                                                                     | Ninguno.                                             | 202           |                                                 |      |
| PY20 | San Patricio (Intersección PY01)             | Paso de Patria (Intersección PY04)                      | Misiones, Ñeembucú.                                                | Desde San Patricio hasta Yabebyry.                                            | Desde Yabebyry hasta Paso de Patria.                 | 230           |                                                 |      |
| PY21 | Puerto Indio                                 | Juan de Mena (Intersección PY03)                        | Alto Paraná, Caaguazú, Cordillera                                  | Varios tramos.                                                                | Varios Tramos.                                       | 309           |                                                 |      |
| PY22 | San Estanislao (Intersección PY03 - Rotonda) | San Lázaro                                              | San Pedro, Concepción.                                             | Desde San Estanislao hasta Villa del Rosario. Desde Concepción hasta Vallemí. | Desde Villa del Rosario hasta Belén.                 | 424           |                                                 |      |

### Rutas departamentales (2020-presente)
El ministro de Obras Públicas y Comunicaciones (M.O.P.C), firmó la Resolución N.º 600/2020, por la cual “se aprueba la clasificación y denominación de las nuevas rutas departamentales del país, de conformidad a lo establecido en la Ley 5552/2016, de la Red Vial Nacional y su decreto reglamentario N.º 5384/2016”. Por lo tanto, desde mayo de 2020, Paraguay cuenta con 96 rutas departamentales. Abarca desde D001 al D096:
| Ruta: | Departamentos                              | Trayecto | Peajes           | Mapa |
| ----- | ------------------------------------------ | --- | ---------------- | ---- |
| D001  | Amambay - Concepción                       | Bella Vista Norte (Intersección PY08) - Pto. Itacua                                                               |                  | Mapa |
| D002  | San Pedro - Concepción                     | Nueva Germania (Intersección Py11) - Intersección PY05                                                            |                  |      |
| D003  | Amambay - San Pedro                        | Intersección PY17 (Capitán Bado) - Col. Río Verde (Intersección PY08)                                             |                  |      |
| D004  | Canindeyu - San Pedro                      | Intersección PY13 (Distr. Curuguaty) - Barrio San Pedro (Intersección PY08)                                       |                  |      |
| D005  | Canindeyu - San Pedro                      | Villa Ygatimi (Intersección PY13) - Gral. Resquin (Intersección PY08)                                             |                  |      |
| D006  | Caaguazú - San Pedro - Canindeyu           | Intersección PY08 (Distr. Santa Rosa del Mbutuy) - Intersección PY03 (Distr. Yasy Kañy)                           |                  |      |
| D007  | Alto Paraná - Caaguazú                     | Yguazu (Intersección PY02) Intersección PY21 - (Cruce Margarita)                                                  |                  |      |
| D008  | Caaguazú - San Pedro - Canindeyu           | Intersección PY13 (Distr. Vaquería) - Intersección PY03 (Distr. Yasy Kañy)                                        |                  |      |
| D009  | Paraguari - Cordillera                     | Yaguaron (Intersección PY01) - Itapiru/Límite Dpto. San Pedro                                                     |                  |      |
| D010  | Paraguari - Cordillera                     | Paraguari (Intersección PY01) - Piribebuy (Empalme PY02)                                                          |                  |      |
| D011  | Paraguari - Cordillera                     | Intersección Py18 (Distr. Ybytimi) - Itacurubi De La Cordillera (Empalme PY02).                                   |                  |      |
| D012  | Cordillera - Central                       | Intersección PY19 (Empalme PY18) - Límite Dptal Central (Ypacarai PY02)                                           | Ecovía           |      |
| D013  | Guaira - Caaguazú                          | Fasardi (Intersección PY18) - Repatriación (Intersección PY13)                                                    |                  |      |
| D014  | Guaira - Caaguazú                          | Colonia San Agustín (Intersección PY10) - Intersección PY02 (J. E. Estgarribia)                                   |                  |      |
| D015  | Guaira - Caaguazú                          | Naville (Distr. de Mbocayaty - Intersección PY10) - Intersección PY02 (Distr. Cnel. Oviedo)                       |                  |      |
| D016  | Caazapá - Guaira                           | Maciel (Intersección PY08) - Cnel. Martínez (Intersección PY10)                                                   |                  |      |
| D017  | Guaira - Paraguari                         | Intersección PY08 (Distr. De Iturbe) - Caapucu (Intersección PY01)                                                |                  |      |
| D018  | Paraguari - Guaira - Caaguazú - Cordillera | Tebicuary Mi (Intersección PY18) - Eusebio Ayala (Empalme PY02)                                                   |                  |      |
| D019  | Caaguazú - Canindeyu                       | Intersección PY13 (Distr. Vaquería) - Intersección PY03 (Distr. Curuguaty)                                        |                  |      |
| D020  | Caazapá - Misiones                         | Yegros (Intersección PY08) - San Miguel (Intersección PY01)                                                       |                  |      |
| D021  | Itapua - Caazapá                           | Pto. Triunfo (Ribera del Río Paraná) - Intersección PY10 (Tuparenda)                                              |                  |      |
| D022  | Itapua - Misiones                          | Cnel. Bogado (PY01) - Ayolas                                                                                      |                  |      |
| D023  | Paraguari - Central                        | Paraguari (Intersección PY01) - Intersección PY03 (Asunción)                                                      |                  | Mapa |
| D024  | Boqueron - Alto Paraguay                   | Intersección PY12 - Intersección PY14 (Fn. Capitán P. Lagerenza)                                                  |                  |      |
| D025  | Central - Pdte Hayes                       | Intersección D066 Empalme Avda. Aviadores del Chaco - Intersección Py09                                           | Remanso          | Mapa |
| D026  | Alto Paraná                                | Intersección PY07/Sta Fe del Paraná - Intersección D087 (Límite Dpto. Canindeyu)                                  |                  |      |
| D027  | Central                                    | Ita Rotonda (Intersección PY01) - Intersección D066                                                               |                  | Mapa |
| D028  | Concepción                                 | Loreto (Intersección PY22) - Sgto. J.F.López (Intersección D001)                                                  |                  |      |
| D029  | Concepción                                 | Horqueta (Intersección PY05) - Belén (Intersección PY22)                                                          |                  |      |
| D030  | Concepción                                 | Azotey (Intersección PY08) - Horqueta (Intersección PY05)                                                         |                  | Mapa |
| D031  | Concepción                                 | Límite Dto. San Pedro (Intersección PY22) - Intersección PY05                                                     |                  |      |
| D032  | San Pedro                                  | Cruce Liberación (Intersección PY08) - Itacurubi del Rosario (Intersección PY22)                                  |                  |      |
| D033  | San Pedro                                  | Tacuara (Intersección PY08) - San Estanislao (Intersección PY03)                                                  |                  |      |
| D034  | San Pedro                                  | Intersección PY08 (Distr. Yataity del Norte) - Intersección PY03 (Distr. 25 de Diciembre)                         |                  |      |
| D035  | San Pedro                                  | Intersección PY08 (Distr. De Tacuati) - Intersección PY22 (Distr. San Pedro del Ycuamandiyu)                      |                  |      |
| D036  | Cordillera                                 | Empalme PY02/Itacurubi De La Cordillera - Arroyos Y Esteros (Intersección PY03)                                   |                  |      |
| D037  | Cordillera                                 | Empalme PY02 Caacupe - Emboscada/Empalme PY03                                                                     |                  |      |
| D038  | Cordillera                                 | Empalme D018 Isla Pucu - Tobati Empalme D009                                                                      |                  |      |
| D039  | Guaira                                     | San Salvador (Intersección PY18) - Intersección PY08 (Ita Ybu)                                                    |                  |      |
| D040  | Caaguazú                                   | J. E. Estigarribia (Intersección PY02) - Nueva Toledo (Intersección PY21)                                         |                  |      |
| D041  | Caaguazú                                   | Intersección PY02 (Distr. Dr. J. M. Frutos) - Intersección PY13 (Vaquería)                                        |                  |      |
| D042  | Caaguazú                                   | Intersección PY13 - (Distr. Caaguazú) - Intersección PY08 (Distr. Cnel Oviedo)                                    |                  |      |
| D043  | Caaguazú                                   | Intersección PY02 (Distr. J. D. Ocampos) - Nueva Toledo (PY21)                                                    |                  |      |
| D044  | Caazapá                                    | Intersección PY08 (Distr. Yuty) - Tuna (Intersección PY10 )                                                       |                  |      |
| D045  | Caazapá                                    | Intersección PY18 (Isla Yobai) - Caazapá (Intersección PY08) D016 Maciel                                          |                  |      |
| D046  | Caazapá                                    | Límite Dpto. Itapua (Distr. San Juan Nepomuceno) - Intersección D044 (3 de Mayo)                                  |                  |      |
| D047  | Itapua                                     | Carmen del Paraná (Intersección PY01) - Intersección PY 06 (Distr. Pirapo)                                        |                  |      |
| D048  | Itapua                                     | Trinidad (Intersección PY06) - San Pedro del Paraná (Intersección PY08)                                           |                  |      |
| D049  | Itapua                                     | Pto. Hohenau (Ribera del Río Paraná) - San Pedro del Paraná (Intersección PY08 )                                  |                  |      |
| D050  | Itapua                                     | Pto. Capitán Meza (Ribera del Río Paraná) - Intersección D047 (Distr. Alto Vera)                                  |                  |      |
| D051  | Itapua                                     | Pto. Edelira (Ribera del Río Paraná) - Intersección PY06 (Edelira 28)                                             |                  |      |
| D052  | Itapua                                     | Pto. San Rafael del Paraná (Ribera del Río Paraná) - Intersección PY18 (Naranjito)                                |                  |      |
| D053  | Itapua                                     | Intersección PY07 (Distr. Carlos A. López) - Kresburgo (Intersección PY18)                                        |                  |      |
| D054  | Itapua                                     | Nueva Alborada (Intersección PY06) - General Artigas (Intersección PY08)                                          |                  |      |
| D055  | Itapua                                     | Distr. Alto Vera Intersección D050 - Límite Dptal Caazapá Distr. S.J. Nepomuceno                                  |                  |      |
| D056  | Misiones                                   | San Juan Bautista Misiones (Intersección PY01) - Ybyraty (Intersección PY04)                                      |                  |      |
| D057  | Misiones                                   | Yabebyry (Intersección PY20) - San Ignacio (Intersección PY01)                                                    |                  |      |
| D058  | Misiones                                   | Santiago (Intersección PY20) - Intersección PY01 (Ñacuti)                                                         |                  |      |
| D059  | Misiones                                   | Intersección PY01 (Distr. De Santiago) - Intersección PY01 (Distr. De San Juan Bautista)                          |                  |      |
| D060  | Paraguari                                  | Acahay (Intersección PY18) - Quiindy (Intersección PY01)                                                          |                  |      |
| D061  | Paraguari                                  | Intersección PY18 (Distr. Acahay) - Sapucai (Intersección PY10)                                                   |                  |      |
| D062  | Paraguari                                  | Mbuyapey - Acahay (Intersección PY18 )                                                                            |                  |      |
| D063  | Alto Paraná                                | Los Cedrales (Intersección PY07) - Santa Rita (Intersección PY06)                                                 |                  |      |
| D064  | Alto Paraná                                | Intersección PY07 (Ñacunday) - Intersección PY06 (Iruña )                                                         |                  |      |
| D065  | Alto Paraná                                | Intersección PY10 (San Cristóbal) - Juan Oleary (Intersección PY02)                                               |                  |      |
| D066  | Central                                    | Petropar (Puerto Pabla) - Intersección PY03 (Asunción)                                                            |                  | Mapa |
| D067  | Central                                    | San Antonio (Ribera del Río Paraguay) - Piquete Cue (Ribera del Río Paraguay)                                     |                  | Mapa |
| D068  | Central                                    | Ypane (Intersección D070) - San Lorenzo (Intersección PY02)                                                       |                  | Mapa |
| D069  | Central                                    | Ñemby (Intersección D067) - Intersección D066                                                                     |                  | Mapa |
| D070  | Central                                    | Intersección D071 - Aregua (Intersccion D023)                                                                     |                  |      |
| D071  | Central                                    | Intersección D027 Ex PY01 (J.A. Saldivar) - Villeta (Ribera del Río Paraguay)                                     |                  | Mapa |
| D072  | Central                                    | Intersección PY18 (Nueva. Italia) - Capiata (Intersección PY02)                                                   |                  |      |
| D073  | Central                                    | (Intersección PY01) Hugua Ñaro - (Intersección PY02) Itaugua                                                      |                  |      |
| D074  | Central                                    | Cñia. Arrua-I (Distr. Ita) - (Cñia. Patiño) Intersección D023                                                     |                  |      |
| D075  | Capital - Presidente Hayes                 | Intersección PY03 - Intersección PY09 (Puente Héroes del Chaco)                                                   | Héroes del Chaco |      |
| D076  | Central                                    | Intersección PY02 - Intersección D012                                                                             |                  |      |
| D077  | Ñeembucu                                   | Intersección PY20 (Distr. Desmochados) - Pilar (Intersección PY04)                                                |                  |      |
| D078  | Ñeembucu                                   | Intersección PY04 (Cia. Estero Camba) - Intersección PY19 (Distr. San Juan del Ñeembucu)                          |                  |      |
| D079  | Ñeembucu                                   | Gral. José E. Díaz (Intersección PY20) - Pilar (Intersección PY04)                                                |                  |      |
| D080  | Ñeembucu                                   | Guazu Cua Intersección PY19 - (Distr. De Tacuara)                                                                 |                  |      |
| D081  | Ñeembucu                                   | Laureles (Intersección PY20) - Intersección D077 (Distr. Isla Umbu)                                               |                  |      |
| D082  | Amambay                                    | Intersección PY05 (Cerro Cora) - Intersección D084                                                                |                  |      |
| D083  | Amambay                                    | Intersección D003 (Capitán Bado) - Intersección PY05 (Cerro Cora)                                                 |                  |      |
| D084  | Amambay                                    | Pedro Juan Caballero (Intersección PY05 Y PY17) - Intersección PY08 (Col. San José / Distr. De Bella Vista Norte) |                  |      |
| D085  | Canindeyu                                  | F. C. Álvares (Intersección PY03 ) - Intersección PY13 (Distr. Villa Ygatimi)                                     |                  |      |
| D086  | Canindeyu                                  | Pto. Adela (Embalse Itaipu) - Intersección PY17 (Col. Guavira)                                                    |                  |      |
| D087  | Canindeyu                                  | Pto. Marangatu (Embalse Itaipu) - Intersección PY03 (Distr. De Curuguaty)                                         |                  |      |
| D088  | Pdte Hayes                                 | Intersección PY09 (Pai Pucu) - Fortín Caballero (Intersección PY12)                                               |                  |      |
| D089  | Pdte Hayes                                 | Pto. Pinasco (Ribera del Río Paraguay) - Intersección PY09 (Zalazar)                                              |                  |      |
| D090  | Pdte Hayes                                 | Intersección PY05 (Cruce Douglas) Intersección PY09 (Cruce Pioneros)                                              |                  |      |
| D091  | Boqueron                                   | Neuland Intersección PY16 - Intersección PY12 (Fortín Joel Estigarribia)                                          |                  |      |
| D092  | Boqueron                                   | Madrejoncito Intersección PY16 - Intersección PY12 (Fortín Joel Estigarribia)                                     |                  |      |
| D093  | Boqueron                                   | Intersección PY15 (Loma Plata) - Intersección PY09 (Cruce Filadelfia)                                             |                  |      |
| D094  | Alto Paraguay                              | Intersección D095 (Bahía Negra) - Fortín Lagerenza I (Intersección PY14)                                          |                  |      |
| D095  | Alto Paraguay                              | (Intersección PY15) Carmelo Peralta- Intersección PY14 (Bahía Negra)                                              |                  |      |
| D096  | Alto Paraguay                              | Distr. Fuerte Olimpo.Frontera Con Brasil - (Intersección PY16). Último Trago                                      |                  |      |
| D097  | San Pedro                                  | Choré (intersección D032) - San Pablo (Intersección PY22).                                                        |                  |      |
| D098  | Boquerón                                   | Cruce Loma Plata (intersección PY09) - Filadelfia (Intersección PY16).                                            |                  |      |

## Antigua red vial del Paraguay (1962-2019)

### Lista de antiguas rutas nacionales hasta mediados de 2019.
Las rutas nacionales constaban de 3425,17 km., de los cuales la gran mayoría (3108 km.) se encontraban pavimentadas, y el resto eran de tierra. Eran 12 en total las rutas nacionales más importantes que conectaban a los distritos más importantes del país entre sí y también hacia el exterior. La última actualización de la Red Vial del Paraguay tuvo lugar en el año 1962, por Ley 320/1962. Esta lista de rutas nacionales rigió hasta mediados del año 2019, quedando hoy día sin vigencia.
| Ruta: | Nombre Oficial                   | Inicio                        | Final                            | Departamentos que atraviesa                         | Longitud (km) |
| ----- | -------------------------------- | ----------------------------- | -------------------------------- | --------------------------------------------------- | ------------- |
| 1     | Mcal. Francisco Solano López     | Asunción                      | Encarnación (Itapúa)             | Central, Paraguarí, Misiones, Itapúa                | 370           |
| 2     | Mcal. José Félix Estigarribia    | Asunción                      | Coronel Oviedo (Caaguazú)        | Central, Cordillera, Caaguazú                       | 143           |
| 3     | Gral. Elizardo Aquino            | Asunción                      | Bella Vista (Amambay)            | Central, Cordillera, San Pedro, Concepción, Amambay | 481           |
| 4     | Gral. José Eduvigis Díaz         | San Ignacio (Misiones)        | Paso de Patria (Ñeembucú)        | Misiones, Ñeembucú                                  | 208           |
| 5     | Gral. Bernardino Caballero       | Pozo Colorado (Pte. Hayes)    | Pedro J. Caballero (Amambay)     | Pte. Hayes, Concepción, Amambay                     | 364           |
| 6     | Dr. Juan León Mallorquín         | Encarnación (Itapúa)          | Minga Guazú (Alto Paraná)        | Itapúa, Alto Paraná                                 | 247           |
| 7     | José Gaspar Rodríguez de Francia | Coronel Oviedo (Caaguazú)     | Ciudad del Este (Alto Paraná)    | Alto Paraná, Caaguazú                               | 195           |
| 8     | Dr. Blas Garay                   | Coronel Bogado (Itapúa)       | San Estanislao (San Pedro)       | Itapúa, Caazapá, Guairá, Caaguazú, San Pedro        | 325           |
| 9     | Pte. Carlos Antonio López        | Asunción                      | Gral.Eugenio A. Garay (Boquerón) | Central, Pte. Hayes, Boquerón                       | 845           |
| 10    | Las Residentas                   | Villa del Rosario (San Pedro) | Salto del Guairá (Canindeyú)     | San Pedro, Canindeyu                                | 338           |
| 11    | Juana de Lara                    | San Pedro (San Pedro)         | Capitán Bado (Amambay)           | San Pedro, Amambay                                  | 234           |
| 12    | Vicepresidente Sánchez           | Asunción                      | Campo Alegre (Pte. Hayes)        | Presidente Hayes                                    | 195           |

### Lista de antiguas rutas departamentales/vecinales
| Nombre                                      | Departamento          | Inicio                                         | Fin                       | Longitud |
| ------------------------------------------- | --------------------- | ---------------------------------------------- | ------------------------- | -------- |
| Ruta Presidente Eligio Ayala                | Alto Paraguay         | Cruce Pioneros                                 | Bahía Negra               | 409 km.  |
| Supercarretera Itaipú                       | Alto Paraná           | Hernandarias (Complejo Itaipú Binacional)      | Presidente Franco         | 21 km.   |
| Ruta de la Soberanía                        | Amambay, Canindeyú.   | Pedro Juan Caballero (Ruta PY05)               | Ypejhú                    |          |
| Acceso Sur                                  | Central               | Fernando de la Mora (Av. Defensores del Chaco) | Itá (Ruta PY01)           | 35 km.   |
| Ruta Luque - San Bernardino                 | Central, Cordillera   | Luque                                          | San Bernardino            | 35 km.   |
| Ruta Horqueta-Tacuatí                       | Concepción, San Pedro | Horqueta (Ruta PY05)                           | Cruce Tacuatí (Ruta PY08) | 76 km.   |
| Ruta de la Producción                       | Caazapá               | Tuna (Ruta PY10)                               | Yuty (Ruta PY08)          | 126 km.  |
| Ruta de la Caña                             | Caaguazú, Paraguarí   | San José de los Arroyos (Ruta PY02)            | Tebicuary Mí (Ruta PY18)  | 46 km.   |
| Ruta de la Fe                               | Guairá                | Villarrica                                     | Itapé                     | 22 km.   |
| Ruta de la Yerba Mate/Ruta Departamental 14 | Itapúa                | Encarnación                                    | Nueva Alborada            | 45 km.   |
| Ruta Graneros del Sur                       | Itapúa                | Carmen del Paraná (Ruta PY01)                  | Pirapó (Ruta PY06)        | 98 km.   |
| Ruta del Progreso                           | Misiones              | San Juan Bautista (Ruta PY01)                  | Ybyraty (Ruta PY04)       | 46 km.   |
| Ruta General Rogelio Benítez                | Paraguarí, Cordillera | Paraguarí                                      | Guazú Rocaí (Ruta PY02)   | 38 km.   |